# Эйланд, Дилан
Дилан Эйланд — диджей из США, штат Джорджия, специализирующийся на создании электронной танцевальной музыки.

## Биография
Свою карьеру юный Эйланд начал ещё в 16 лет, подрабатывая диджеем на вечеринках в Атланте. в 2006 году, после создания ремикса на Snowden — Black Eyes он основывает проект «Le Castle Vania», а с 2007 по 2012 живёт вместе с остальными членами группы «Fuck Yesss» в «Пьяном Единороге» или «Маскараде», Атланта.
Эйланд пишет свои композиции используя ноутбук с простой настройкой, микшером и двумя фонографами. Он любит делать это во время полетов и предпочитает именно свои оригинальные треки, в отличие от ремиксов. Однажды, его ремикс «Snowden — Black Eyes» стал самой популярной композицией на новозеландской радиостанции.
В 2008 году журнал «URB Magazine» включил проект «Le Castle Vania» в список 100 лучших артистов для прослушивания.
В 2014 году Дилан выпускает саундтрек для фильма Джон Уик с 4 оригинальными композициями. Он вернулся к созданию музыки во второй части, Джон Уик 2, также сыграет камео диджея в самом фильме.
21 октября 2015 года Эйланд выпустил 3 новых трека специально для видеоигры Payday 2, в честь ежегодного игрового мероприятия «Crimefest».
В октябре 2018 года выпустил еще 2 трека для видеоигры Payday 2 во время ивента «Breaking News».

### Побочные проекты
Больше всего Дилан известен как автор проекта «Le Castle Vania», но также он основал лейбл звукозаписи «Always Never», группу «Fuck Yesss» в своём родном городе и побочный небольшой проект «Lies In Disguise». Также, Эйланд выпускает свою бас-музыку под псевдонимом «Twin Moons».
Стиль Дилана фокусируется преимущественно на евро-электронной музыке.

## Дискография

### Le Castle Vania
- Dieselboy — NVD (Le Castle Vania и Computer Club)
- Nobody Gets Out Alive!
- La Roux — In For The Kill (Ремикс от Le Castle Vania)
- The Virgins — Rich Girls (Ремикс от Le Castle Vania и Spring Break No Parent)
- Designer Drugs — Back Up In This (Ремикс от Le Castle Vania, Rrrump и Computer Club)
- Le Castle Vania — The Voice Of Treason
- Fukkk Offf — Rave is King (Ремикс от Le Castle Vania)
- Walter Meego — Through A Keyhole (Ремикс от Le Castle Vania)
- Le Castle Vania — Zero Machine
- Le Castle Vania + Computer Club — The Messiah
- GRUM — Go Back (Ремикс от Le Castle Vania)
- Kill The Noise — Hey You (Ремикс от Le Castle Vania)
- Мини-альбом Troubletron RMX
- Scanners — Bombs (Ремикс от Le Castle Vania)
- 120 Days — Come Out (Ремиксы от Le Castle Vania)
- Мини-альбом Troubletron
- Snowden — Black Eyes (Ремикс от Le Castle Vania)
- Turn It Down — Kaskade (Ремикс от Le Castle Vania)
- Мини-альбом Prophication
- Мини-альбом Feels Like Fire
- Саундтрек к Джону Уику
- Мини-альбом I Want You/What We Do (с Addison)
- Мини-альбом You Know My Name (с LUMBERJVCK)
- Wild Child — Stereoheroes (Ремикс от Le Castle Vania)
- Rrrump — Chubby Decker (Ремикс от Le Castle Vania и Street Lurkin)
- D.I.M. — Is You (Ремикс от Le Castle Vania)
- DJ Falcon и Thomas Bangalter — Together (Микс от Le Castle Vania и Computer Club’s Summer Bootleg)
- Le Castle Vania — Awake
- John Lord Fonda — Sound Of A Melody (Ремикс от Le Castle Vania)
- Split & Jaxta — Roulette (Ремикс от Le Castle Vania)
- Le Castle Vania — Play Loud
- Le Castle Vania — The Light
- Mad Owl — Glacier (Ремикс от Le Castle Vania)
- Vitalic — Stamina (Ремикс от Le Castle Vania)
- Walter Meego — Through A Keyhole (Ремикс от Le Castle Vania) Часть 2
- Мини-альбом Payday

### Lies In Disguise
- Lies In DIsguise — Meet Your Replacement
- Shinichi Osawa — Electro411 (Ремикс от Lies In Disguise)
- Toxic Avenger — Poker Face (Ремикс от Lies In Disguise)
- Party Shank — Penis Vs Vagina (Ремикс от Lies In Disguise)